# Томас II (Салуцо)
Томас II дел Васто (на италиански: Tommaso II del Vasto, * 1304, † 1357) e маркграф на Салуцо от 1336 г. до смъртта си (фактически управлявал през 1336 – 1341 г. и през 1346 – 1357 г.).

## Произход
Той е син на Фридрих I († 1336) и първата му съпруга Маргарита дьо Ла Тур дю Пен. Негови дядо и баба по бащина линия са  Манфред IV, маркграф на Салуцо, и Беатриса Сицилианска, а по майчина – Хумберт I Виенски, дофин на Виен, и Анна Бургундска. Има една сестра, омъжена за Пиетро Камбиано, господар на Руфия. Има и един природен брат от извънбрачна връзка на баща си.

## Биография
След смъртта на баща си през 1336 г., докато дядо му Манфред IV е все още жив, той поема управлението.
Продължава спора за наследството, започнат от баща му с неговия полубрат Манфред V от Салуцо, господар на Карде. Той, въпреки споразумението, сключено през 1334 г., след смъртта на Манфред IV през 1340 г., влиза в съюз с Жак Савойски-Ахая и с краля на Неапол Робер Анжуйски. Тяхната армия нахлува в маркргарфството, щурмува град Салуцо, пленявайки Томас II и синовете му (13 април 1341 г.). Те остават затворени в Пинероло до юни 1342 г. Освободен е срещу откуп от 60 хиляди флорина. Град Дронеро отива в община Кони и император Карл IV утвърждава Манфред V като маркиз на Салуцо. Томас II намира убежище при Хумберт II, дофин на Виен и го признава за свой сюзерен.
След смъртта на Робер Анжуйски (1343), главният покровител на Манфред V, Томас II претендира за правата върху маркграфството и на свой ред получава инвеститурата на императора. Манфред V е принуден да се подчини и през 1346 г., след арбитраж от Лукино Висконти, най-накрая се отказва от претенциите си.
Умира през 1357 г. на около 53-годишна възраст.

## Брак и потомство
∞ 1329 г. за Рикарда Висконти (1304—1361), дъщеря на Галеацо I Висконти, господар на Милано, и на Беатриче д’Есте, от която има седем сина и две или четири дъщери:
- Беатриче от Салуцо (* ок. 1329), ∞ 1342 за Антонио Фалето, господар на Вилафалето
- Фридрих II (* ок. 1332 † 1396), маркграф на Салуцо (1357–13969)
- Галеацо от Салуцо (* ок. 1332, † сл. 2 август 1361)
- Ацо от Салуцо /ди Паезана (* 1336, † ок. 1426)
- Еустакио от Салуцо /ди Монтеросо († 1405), граф на Червинаско и Монезильо, господар на Сан Пиетро Монтеросо, Монтемале и Прадлевес. Родоначалник на семействата на маркизите на Монтеросо, Валграна и Монтемале, и на Салуцо ди Монезильо, просъществували до 20 век.
- Констанцо от Салуцо  († сл. 2 август 1361)
- Лукино от Салуцо (* ок. 1332, † сл. 2 август 1361), щитоносец на Амадей VI, граф на Савоя
- Джакомо от Салуцо († сл. 2 август 1361)
- Лукина от Салуцо († сл. 5 август 1357), ∞ пр. 5 август 1357 за Джовани Бекария
- Пантизалеа от Салуцо († вероятно сл. 29 август 1387), ∞ сл. 23 март 1363 за Анри дьо Кар, господар на Кар, вероятно извънбрачна
- Анна от Салуцо, монахиня в Ревело, вероятно извънбрачна.